# GrandVision
GrandVision est une entreprise néerlandaise de distribution d’optique. Elle possède notamment les marques Grand Optical, Solaris et Générale d'Optique. La société a été créée en France par Daniel Abittan au début des années 1990 avec le lancement des enseignes Grand Optical et Générale d'Optique.

## Histoire
En 1997, GrandVision acquiert Vision Express présent notamment au Royaume-Uni.
En 2011, GrandVision fusionne avec Pearle Europe, créant un ensemble nommé GrandVision regroupant 4 000 boutiques pour un chiffre d'affaires de 2,5 milliards de dollars.
En 2015, GrandVision acquiert la chaîne d'opticiens For Eyes, présente aux États-Unis avec plus de 100 boutiques.
En juillet 2019, EssilorLuxottica annonce l'acquisition d'une participation de 76,72 % dans GrandVision, entreprise d'optique ayant plus de 7 400 boutiques, valorisant le groupe à 7,2 milliards d'euros.